# National Provincial Championship Division 2 1993
La National Provincial Championship Division 2 1993 fue la decimoctava edición de la segunda división del principal torneo de rugby de Nueva Zelanda.

## Sistema de disputa
El torneo se disputa en formato todos contra todos a una sola ronda, los primeros cuatro clasificados al finalizar la fase regular clasifican a semifinales, los ganadores de estas clasifican a la final, el equipo que gana la final se corona campeón y asciende directamente a Primera División.
El equipo que termina en último lugar desciende directamente a la Tercera División.

## Campeonato
Tabla de posiciones
| Pos. | Equipo           | Encuentros | Encuentros | Encuentros | Encuentros | Tantos | Tantos | Tantos | PB | PB | Puntos |
| Pos. | Equipo           | PJ         | PG         | PE         | PP         | F      | C      | Dif    | BO | BD | Puntos |
| ---- | ---------------- | ---------- | ---------- | ---------- | ---------- | ------ | ------ | ------ | -- | -- | ------ |
| 1.º  | North Auckland   | 8          | 7          | 0          | 1          | 322    | 162    | +160   | 0  | 1  | 29     |
| 2.º  | South Canterbury | 8          | 6          | 0          | 2          | 238    | 138    | +100   | 0  | 1  | 25     |
| 3.º  | Counties Manukau | 8          | 6          | 0          | 2          | 399    | 135    | +264   | 0  | 0  | 24     |
| 4.º  | Bay of Plenty    | 8          | 6          | 0          | 2          | 318    | 189    | +129   | 0  | 0  | 24     |
| 5.º  | Manawatu         | 8          | 4          | 1          | 3          | 224    | 242    | -18    | 0  | 0  | 18     |
| 6.º  | Southland        | 8          | 3          | 0          | 5          | 199    | 230    | -31    | 0  | 2  | 14     |
| 7.º  | Nelson Bays      | 8          | 2          | 0          | 6          | 182    | 275    | -93    | 0  | 1  | 9      |
| 8.º  | Wairarapa Bush   | 8          | 0          | 2          | 6          | 105    | 300    | -195   | 0  | 0  | 4      |
| 9.º  | Poverty Bay      | 8          | 0          | 1          | 7          | 80     | 398    | -318   | 0  | 1  | 3      |

|  | Semifinalistas.               |
|  | Desciende a Tercera División. |

### Semifinales
| 2 de octubre | Bay of Plenty | 41 - 26 | North Auckland |  |  |

| 1993 | Counties Manukau | 33 - 18 | South Canterbury |  |  |

### Final
| 8 de octubre | Bay of Plenty | 10 - 38 | Counties Manukau |  |  |

| Bandera de Nueva Zelanda |
| Campeón Counties Manukau |
| Primer título            |